# Bleeding (singolo)
Bleeding è un singolo del cantante olandese Dotan, pubblicato il 31 gennaio 2020.

## Tracce
1. Bleeding – 3:05